# Орган (музичний інструмент)

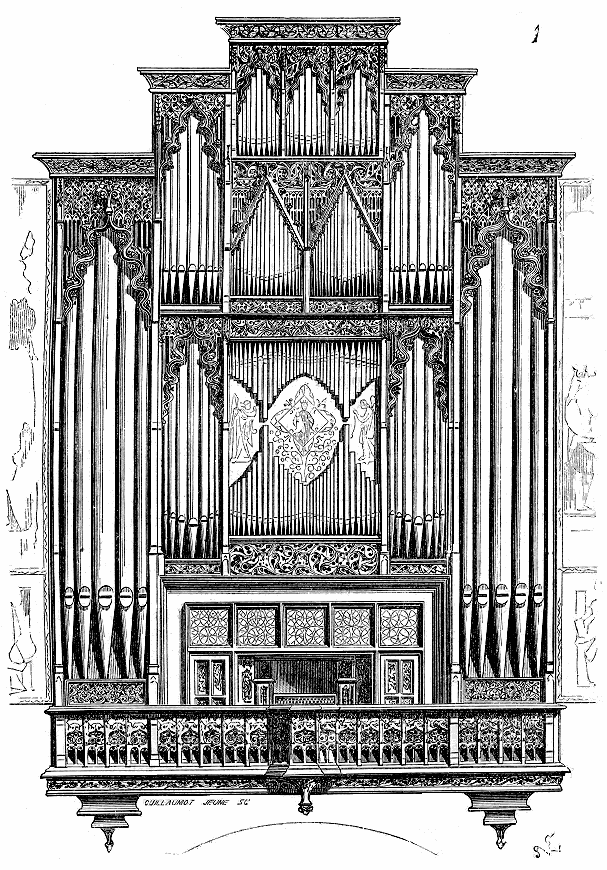
Перпіньян. Франція.

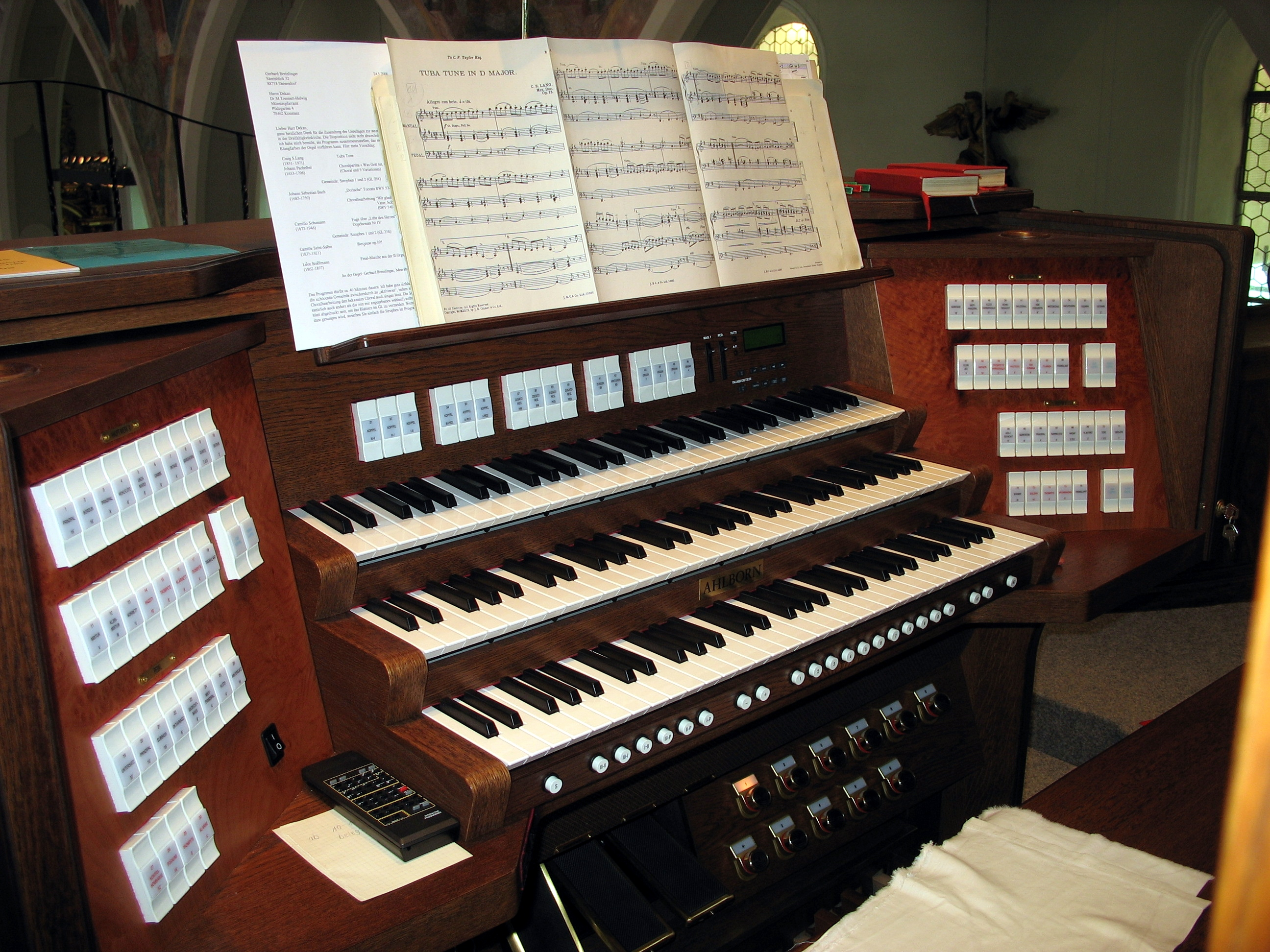
Електронний орган

Орга́н (від грец. όργανον — «інструмент» або «знаряддя»), заст. вирга́н — найбільший духовий клавішний музичний інструмент, що складається з набору труб, у які нагнітають повітря.
Звук в органі створюється завдяки рухові повітря в трубах різного діаметра, довжини, матеріалу (метал або деревина). Керування органом здійснюють з органної катедри (від нім. Spieltisch — ігровий стіл) — пульту органу, де містяться ігрові механізми (клавіші, педалі тощо) та механізми вмикання/вимикання регістрів.
Гра на органі здійснюється руками та ногами органіста, з допомогою (або без) помічника, який перегортає сторінки нот. У розпорядженні органіста є одна або декілька клавіатур для рук (їх також називають «мануалами») та одна педальна клавіатура для ніг.
Переважна більшість органів міститься в церквах (християнських — римського обряду, протестантських, але не церквах візантійського обряду), концертних залах, музичних навчальних закладах (академіях, консерваторіях, коледжах, училищах).

## Звук органа
Звук органа відрізняється від більшості клавішних інструментів через свою непорушність, механічність та незмінність в часі. Ці особливості інструмента вимагають хронометричної точності рухів виконавця, позаяк саме час залишається єдиним пластичним матеріалом органного виконання.

## Конструкція та типи

### Типи органів
Основним типом органа є трубний орган, що породжує звуки за допомогою повітря, яке спрямовується до труб. Наприкінці 20-го сторіччя поширення набули електронні органи, в основі яких лежить принцип синтезування звуку або цифрового відтворення. Провідні світові майстерні з виробництва трубних органів створюють лише ексклюзивні інструменти, розраховані на те приміщення, де вони будуть встановлені. При виробництві електронних органів розміри приміщення мають менше значення.
Трубні органи можна поділити на чотири різновиди:
- концертні органи,
- навчальні органи,
- церковні органи,
- театральні або кінематографічні органи.

Електронні органи мають лише перші два різновиди, на які поділяються за якістю звуковідтворення.
Відомий також тип струнного органа, різновидами якого є еолова арфа, колісна ліра, та органіструм.

### Труби органа
Трубний орган має металеві та дерев'яні труби. Металеві труби — це сплав олова та свинцю у різноманітних пропорціях, дуже рідко використовується мідь. Дерев'яні труби зазвичай виробляються з чорного, червоного, хвойного або листяного дерева. Дуже рідко використовується бамбук.
Труби органа поділяються на 2 типи:
- лабіальні (від «лабіум» — губи; походження назви — від принципу звукоутворення: повітря спрямовується безпосередньо в трубу і звук створює сам повітряний стовп)
- язичкові (від найменування «язичок», що отримала металева пластинка, що кріпиться на органній трубі та під впливом струму повітря коливається та дає звук).

Лабіальні труби поділяються на 3 категорії:
- принципали (основні регістри, що тримають стрій органа),
- флейти (тихі регістри),
- штрайхери (streich — струна; звук цих регістрів подібний до струнних).

Серед лабіальних труб є труби основного тону (32’, 16’, 8’, 4’, 2’, 1’), обертонових тонів (10 2/3’, 5 1/3’, 2 2/3’, 1 1/3’ — квінти, 1 3/5’ — терція, 1 1/7’ — септима тощо) та мікстур (ансамбль високих за звуком труб, що створюють так звану «корону» звучання, як правило складається з 3-7 рядів труб на кожну ноту, настроєних за принципом обертонів.
Язичкові труби поділяються на 2 категорії (подібно до інструментів оркестру):
- дерев'яні духові (гобой, кларнет, регаль, крумгорн, фагот),
- металеві духові (тромбон, труба, валторна).

## Історія
Вважають, що історичні корені органу — у конструкції флейти Пана. Ряд трубок різної довжини, зв'язані в один ряд, надавали можливість музикантам видавати звуки різної висоти, дмухаючи почергово в потрібні отвори. Цей принцип було надалі використано для створення гідравлосу (гідравлос; також hydraulikon, hydraulis — «водяний орган»), який винайшов грецький механік Ктесібія, що жив в Олександрії (Єгипет) у 3 ст. до н. е.
Більш-менш великі органи з'явилися в IV ст. н. е. Протягом довгого часу технічна недосконалість цих інструментів значно обмежувала звукові та виконавські можливості. У VII—VIII ст. з'явились дещо удосконалені інструменти, що дозволили органістам супроводжувати співаків, граючи з ними в унісон мелодії хоралів. Це дозволяло значно покращити якість співу церковних хорів.
У 666 році Папа Римський Віталіан увів орган до християнської церкви. До X ст. органи розміщували в церквах як римського, так і візантійського обряду. Візантія взагалі славилась своїми органами, чимало з яких місцеві правителі дарували та продавали до європейських держав.
Після розколу християнської церкви в 1054 році орган було вилучено з тих церков, що залишилися під впливом Візантії. У церквах, що залишились під впливом Риму, орган продовжував супроводжувати меси, але протягом найближчих сторіч до органу висувалося дедалі більше претензій. Лише Тридентський собор 1545–1563 формально визначив роль органа в церкві та вказав на роль цього інструмента під час богослужінь.
З того часу історія розвитку органа неодмінно зв'язана з церквою — як католицькою, так і протестантською, де орган одразу знайшов підтримку як серед парафіян, так і серед служителів церкви.
Крім релігійного значення, орган набув також і значення концертного. Перші публічні органні концерти пройшли в Амстердамі наприкінці XVII ст. та в Любеку в першій половині XVIII ст.

### Орган у XVIIIст.
Вершини свого естетичного та звукового розвитку органи набули у XVII—XVIII сторіччі в Німеччині (майстри Арп Шнітгер, Готфрід та Андреас Зільбермани, Цахаріус Гільдебрандт, Тобіас Трост та інші) та у Франції (династії органомайстрів Т'єррі та Кліко). Саме в той час набувають славу перших органістів свого часу такі майстри, як Дітріх Букстегуде, Йоган Пахельбель, Йоганн Себастіан Бах, Луї Маршан. У той час не було окремого фаху «виконавець», тому всі органісти-віртуози тих сторіч мали бути водночас і композиторами. Органіст виконував здебільшого свої твори та імпровізував.

### Орган у XIXст.
У XIX сторіччі розвиток органа був обумовлений технічним прогресом, винаходами нових технологій при створенні цих інструментів. У часи авангарду конструюванням органів займали себе Арістід Кавайє-Колль у Франції (органи французького симфонічного стилю) та Ебергардт Валькер у Німеччині (органи німецького романтичного стилю).
Наприкінці XIX ст. орган набув цілу низку революційних змін:
- електромотор, що мав замість людей (калькантів) нагнітати повітря в труби органа,
- Баркер-машина, що значно полегшувала гру на клавіатурах великих за розмірами інструментів,
- система заздалегідь підготовлених регістрових комбінацій, що значно спрощувала дії органіста при потребі в миттєвій зміні звукової палітри.

### Орган у XXст.
Початок XX ст. ознаменувався новими технічними досягненнями, зокрема в електроніці, які дозволили будувати органи з декількома сотнями регістрів та 6–7 мануалами. Найяскравішими результатами відзначились деякі американські майстерні, що побудували величезні за розмірами органи у Філадельфії, Атланті тощо. Рекордні показники цих органів (кількість труб, кількість мануалів, кількість регістрів) не вдалося перевершити досі.
Проте разом із тим все міцнішими були голоси тих, хто закликав до повернення до естетичних та звукових ідеалів XVII—XVIII ст. Очолив цей процес «Органний рух» (нім. Orgelbewegung), одним з найгучніших голосів якого був видатний органіст та філософ Альберт Швейцер.
Значної шкоди органам завдали обидві світові війни. Під час Другої Світової війни у бомбардуваннях, битвах, пожежах було знищено величезну кількість безцінних історичних інструментів XIV—XIX сторіч, завдано непоправної шкоди історії розвитку органа.

### Орган в Україні
Найдавніші свідчення про наявність органів на теренах України відносяться до початку XV століття і стосуються Львівського катедрального собору — архівні матеріали свідчать, що в 1409—1410 роках тут працював органіст на ім'я Петер Енгельбрехт. На середину XVII століття припадають свідчення Павла Алеппського про те, що орган використовувався також у відправах православної церкви України в Луцьку та в селі Маньківці на Черкащині.
Найстаріший орган, що зберігся в Україні донині — це орган у трапезній залі Львівського музею історії релігії, якому налічується 350 років, і початково він був розміщений у костелі святого Мартина на вулиці Жовківській.
Донедавна найбільшим в Україні був орган у Львові — у Львівському будинку органної і камерної музики. Його виготовила чеська фірма Rieger–Kloss. Інструмент має 60 регістрів та 4,5 тисячі труб.
Нині найбільшим органом в Україні є орган у спеціально побудованій для нього Органній залі Харківської обласної філармонії. Його виготовила німецька фірма «Александр Шуке». Орган має 5 тисяч 300 труб. Це — єдиний в Україні орган і єдина в Україні органна зала, збудована за всі роки незалежности. Органну залу було відкрито концертом 20-го серпня 2016-го. У залі був присутній Президент України Петро Порошенко. Сам орган уперше зазвучав 18 листопада 2016-го року, під час грандіозного концерту, присвяченого цій події. Як заявив маестро Юрій Янко в інтерв'ю журналістам: «Наш унікальний інструмент називається „орган з підвищеними можливостями для виконання романтичної музики“. У залі спеціальні ребристі стіни, які зроблені під певними кутами. Тому в будь-якій точці залу чується музика ідеально. Справа і в інструменті, і в приміщенні».
Абсолютна більшість органів, якими оснащені сучасні філармонії, зали органної музики, а також костели на теренах України, були споруджені протягом XX століття, головним чином у повоєнний час. Наприкінці 50-х років у СРСР розпочинається активне будівництво органів, як виключно світських музичних інструментів, у залах філармоній, спеціалізованих новостворюваних органних концертних залах. Пік цього процесу припав на 70-80 роки XX сторіччя. Зокрема, на момент набуття Україною незалежности, працювали спеціалізовані Органні концертні зали в Києві, Харкові, Дніпрі, Львові, Сумах, Рівному, Вінниці, Чернівцях, Ялті тощо, працювали органи в залах філармоній Донецька, Хмельницького, Луганська, оперних театрах Києва та Одеси.
Зважаючи на постійні фінансові проблеми сфери культури та мистецтва, будівництво органів в Україні фактично припинилось з початку 90-х років. З часу здобуття незалежности Україною до 2016 року було збудовано лише невеликий орган для Національної філармонії (фактично не використовується як сольний інструмент) та значний за розмірами аматорський інструмент у Лівадії (Ялта, Крим) майстром Володимиром Хромченком.
Згідно з Указом Президента України, що передбачає передачу будівель культового призначення у власність відповідних церковних конфесій, деякі філармонічні органи, що були розташовані в приміщенні церков, змінили своє місце перебування.

## Додаткове читання
- Bosanquet, Robert Holford Macdowall (1875). On the Mathematical Theory of Mr. Baillie Hamilton's String-organ. Philosohical Magazine. Fourth (английский) . 49 (323): 98—104.
- Purcell, Hugh (Thursday 17 March 2011). Paul Kriwaczek obituary. Television education producer and writer on the ancient world (англійська) . Архів оригіналу за 23 червня 2013. Процитовано 18 січня 2013.
- Smith, Hermann (04/1875). The Sounds of the String Organ. Nature. ? (английский) . 11 (283): 425—6.
- Органи України
- Чотири століття музики[недоступне посилання з липня 2019]. Один із найцінніших органів України має шанс зазвучати знову
- Органна музика (mp3)